# Kleehahn
Kleehahn war ein Ortsteil der Gemeinde Windeck im Rhein-Sieg-Kreis. Es bildet heute den nördlichsten Teil von Rosbach.

## Lage
Kleehahn liegt im Siegtal am nördlichen Ufer. Nachbarorte sind Gierzhagen im Norden und Langenberg im Osten, ehemalige Nachbarorte waren Wardenbach im Südosten und Hof im Südwesten. Der Ort liegt an der Bundesstraße 256.

## Geschichte
Kleehahn gehörte zum Kirchspiel Rosbach und zeitweise zur Bürgermeisterei Dattenfeld.
1830 wurde Kleehahn als Hof erwähnt.
1845 hatte der Weiler 13 Einwohner in drei Häusern, zwölf Katholiken und einen evangelischen. 1863 waren es 19 Personen. 1888 gab es 20 Bewohner in vier Häusern.
1962 waren es 155 Einwohner, 1976 238.